# Francesco Paolo Anselmo
Francesco Paolo Anselmo (Polizzi Generosa, 1º gennaio 1955) è un ex cestista e allenatore di pallacanestro italiano.

## Carriera
Dopo una carriera da allenatore nelle serie minori siciliane, dal gennaio 2008 è stato allenatore della Pallacanestro Ribera, in Serie A1 femminile, dopo essere subentrato a Gianni Tripodi. Rimane nel settore femminile nel 2009-10, quando è ingaggiato dalla Gymnasium Napoli.
Nel 2010-11 giunge alla finale play-off di Serie C Dilettanti con la Virtus Racalmuto. L'addio a fine stagione non è cordiale con la dirigenza agrigentina.
Nella stagione 2015-16 allena squadre minori.
Nella stagione successiva guida l'Amatori Basket Messina al miglior risultato della sua storia in DNC guidando una formazione interamente composta da atleti locali.
Nel 2015 fonda, con il Prof. Aurelio Armatore, il Cusn Caltanissetta di cui ne sarà allenatore nella stessa stagione disputando il campionato di Promozione dopo il mancato ripescaggio in serie D. 
Nonostante una stagione abbastanza buona, fatta di diverse vittorie e qualche sconfitta, non riesce a salire in serie D perdendo contro il Green Basket la semifinale play-off regionale (squadra allenata tra l'altro da un suo ex allenatore).
Nel gennaio 2017 subentra a Dani Baldaro sulla panchina del Basket School Messina in C Silver Sicilia. Dal 2018 è responsabile del settore giovanile della Real Basket Agrigento. Con il sodalizio cestistico fondato da Alessandro Bazan, Anselmo inizia una collaborazione finalizzata al rilancio del basket giovanile. Nell'ambito di questo, nella stagione 2021/22, mantiene la Serie C Silver disputata con alcuni giocatori futuribili, e il titolo regionale Under 19.
Dopo queste esperienze torna a Messina dove ritrova l'Amatori Basket Messina. Viene esonerato il 20 febbraio 2023, sostituito da Mario Maggio. Nel 2023-2024 inizia la collaborazione con la Fortitudo Messina come senior coach.